# SuperWASP

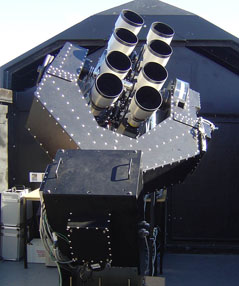
A SuperWASP-South kamerái Dél-Afrikában

A SuperWASP (Wide Angle Search for Planets, azaz Nagy Látószögű Keresés Bolygók után) exobolygó-keresési program, mely 15 magnitúdósnál fényesebb csillagok körül keringő fedési exobolygók után kutat. Két helyszínen, az északi féltekén a Kanári-szigeteken, a déli féltekén pedig Dél-Afrikában lévő észlelőhelyre telepített műszert használnak. Mindegyik műszer nyolc, 200 mm gyújtótávolságú és f/1,8 fényerejű Canon teleobjektívből és a mögéjük elhelyezett 2000×2000 pixeles CCD-kből áll.

## A SuperWASP által felfedezett bolygók
- WASP-1b
- WASP-2b
- WASP-3b
- WASP-4b
- WASP-5b
- WASP-6b
- WASP-7b
- WASP-8b
- WASP-9b
- WASP-10b
- WASP-11b
- WASP-12b
- WASP-13b
- WASP-14b
- WASP-15b